# Armando Peraza
Armando Peraza (30. května 1924? Havana, Kuba – 14. dubna 2014 San Francisco, Kalifornie) byl kubánský perkusionista.

## Život
Narodil se v Havaně na Kubě; v dětství přišel o rodiče (jeho otec zemřel, když mu byly tři a matka o čtyři roky později) a vyrůstal jako bezdomovec. Když se později přestěhoval do Spojených států amerických, neznal datum svého narození ani věk a tak si datum narození kvůli úřadům vymyslel. Během padesátých a šedesátých let spolupracoval s klavíristou Georgem Shearingem a blízce rovněž spolupracoval s vibrafonistou Calem Tjaderem. V roce 1977 se stal členem skupiny Santana, se kterou nahrával alba již o několik let dříve; ze skupiny odešel v roce 1990. Během své kariéry spolupracoval s mnoha dalšími hudebníky, mezi které patří Eric Clapton, Dizzy Gillespie, Dave Brubeck, Charlie Parker, Jaco Pastorius nebo Frank Zappa. Zemřel v roce 2014 na zápal plic.